# Phaonia fergusoni
Phaonia fergusoni är en tvåvingeart som beskrevs av Malloch 1924. Phaonia fergusoni ingår i släktet Phaonia och familjen husflugor. Inga underarter finns listade i Catalogue of Life.